# Журавлёв, Сергей Валерианович
Сергей Валерианович Журавлев (род. 17 июля 1966 года, Воронеж) — российский политик. Депутат Государственной думы Федерального собрания Российской Федерации VI созыва.

## Биография
Родился 17 июля 1966 года в Воронеже. Работал регулировщиком радиоаппаратуры в НИИ полупроводникового машиностроения. В 1985—1987 годы служил в отдельной моторизованной части милиции Воронежа. После армии до 1991 года работал в НИИ бытовой видеотехники. В 1988 поступает в воронежский «лестех» на инженера-технолога.
В 2007 году, защищает диссертацию, становится кандидатом экономических наук.